# Kaila synavei
Kaila synavei är en insektsart som beskrevs av Irena Dworakowska 1974. Kaila synavei ingår i släktet Kaila och familjen dvärgstritar.
Artens utbredningsområde är Kongo. Inga underarter finns listade i Catalogue of Life.